# Kgomotso Balotthanyi
Kgomotso Balotthanyi, född 6 april 1956, är en friidrottare från Botswana. Han deltog vid olympiska sommarspelen 1984.